# Eleanor Parker
Eleanor Jean Parker (Cedarville, 26 juni 1922 – Palm Springs, 9 december 2013) was een Amerikaans filmactrice.

## Biografie

### Jeugd
Parker werd geboren in Cedarville, Ohio en begon op 19-jarige leeftijd te werken voor Warner Brothers. Ze zou haar debuut dat jaar gemaakt hebben in de film They Died with Their Boots On, maar haar scènes werden uit de film geknipt.

### Carrière
Tegen 1946 had ze al in de films Between Two Worlds, Hollywood Canteen, Pride of the Marines en Of Human Bondage gespeeld. In 1950 kreeg ze haar eerste van drie nominaties voor de Academy Award voor Beste Actrice voor haar rol in Caged, waarin ze een gevangene speelde. Een jaar later werd ze opnieuw genomineerd voor haar rol in Detective Story waarin ze samen met Kirk Douglas speelde. Haar laatste nominatie kwam in 1955 toen ze operadiva Marjorie Lawrence speelde in de biografische film Interrupted Melody. Parker werd over het hoofd gezien voor haar sublieme vertolking als tegenspeelster van Charlton Heston in de film The Naked Jungle. Ze speelde in nog verschillende films mee waaronder The King and Four Queens, The Painted Veil en Home from the Hill. 

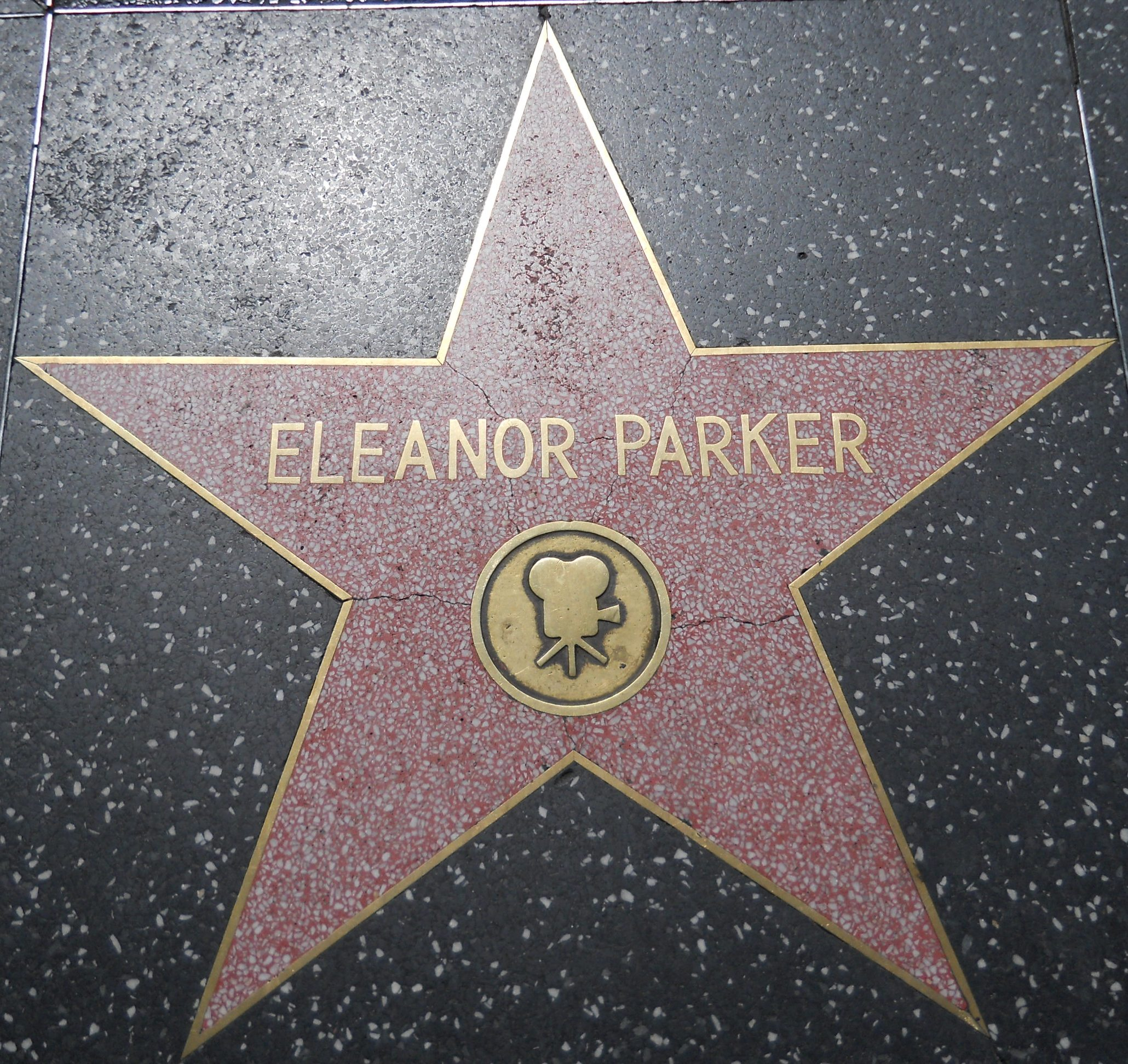
Eleanor Parkers ster op de Hollywood Walk of Fame

Haar beroemdste filmrol is die van Barones Elsa Schraeder in de film The Sound of Music. Hoewel het slechts een bijrol was, blijft deze rol de meeste mensen bij.
Parker was erg beroemd in Hollywood tijdens het gouden tijdperk, maar wordt nu minder herinnerd, ondanks de vele films en drie Oscarnominaties. In 1966 speelde ze een erotisch geladen rol als dronken weduwe in Warning Shot waarin ze zowel elegantie als seksuele uitstraling demonstreerde. Ze speelde ook in televisieseries en -films. Ze is de moeder van acteur Paul Clemens en had ook drie kinderen uit een ander huwelijk.
Eleanor Parker heeft een ster op de Hollywood Walk of Fame bij 6340 Hollywood Blvd.

### Huwelijken
Parker trouwde vier keer en had zich bekeerd tot het jodendom.
- Fred Losee (1943-1944)
- Bert E. Friedlob (1946-1953)
- Paul Clemens (1954-1965)
- Raymond Hirsch (1966-)

## Oscarnominaties
- 1955 - Interrupted Melody
- 1951 - Detective Story
- 1950 - Caged